# Knoglefraktur
Knoglefraktur er en medicinsk tilstand, hvor der er skader i kontinuiteten af knoglen. En knoglefraktur kan være resultatet af stor kraftpåvirkning eller stress, eller en minimal traumatisk skade som resultat af en medicinsk tilstand der svækker knoglerne, såsom osteoporose, knoglecancer eller osteogenesis imperfecta, hvor fraktureren formentligt benævnes patologisk fraktur.